# Baptiste Mylondo
Baptiste Mylondo est un enseignant en économie et philosophie politique né le 4 avril 1980 à Chauny (Picardie). Il est un partisan de la décroissance et du revenu universel en France, qu'il défend aujourd'hui avec le collectif Pour un Revenu Social (POURS).

## Biographie

### Parcours universitaire
Titulaire d'un DEUG de droit de l'Université d'Orléans, Baptiste Mylondo obtient également une licence d'administration publique de l'université Paris XII après un bref passage en BTS Communication des entreprises avec le CNED. Il poursuit ensuite son cursus à Lyon où il obtient conjointement en 2004 une maîtrise de science politique et une licence d'anthropologie à l'université Lyon II, avant de décrocher un master de philosophie à l'Université Lyon III.

### Parcours professionnel
En parallèle de ses études, Baptiste Mylondo contribue jusqu'en 2004 à plusieurs revues, radios, en tant que pigiste (France Bleu Orléans, Reflets du Loiret, Regards, Regards Humanitaires, Actuvu, Nouvelle République du Centre).
En 2004, il cofonde et cogère la Société Coopérative d’Intérêt Collectif Alter-Conso, une coopérative  basée à Vaulx-en-Velin offrant un système de distribution de produits agricoles locaux en circuit court.
Il quitte la coopérative en 2008 et se consacre alors plus entièrement à l'enseignement et la recherche. Il a enseigné l'économie générale et l'économie sociale et solidaire à l'École supérieure de commerce et développement (3A) tout comme à Sup'Ecolidaire, ainsi que la philosophie économique à l'École centrale Paris.
Il a enseigné durant les trois mois précédant la crise Covid au lycée Jean Perrin de Lyon.
Il enseigne aujourd'hui à l'Institut d'études politiques de Lyon.

## Travaux
Ses travaux concernent surtout la décroissance, et le revenu universel en France,,,,, qu'il a notamment défendu avec le collectif « Pour un Revenu Social » (POURS), formé en mars 2011.
Les positions de Mylondo sont critiqués par des auteurs tels que Anne Eydoux, et Jean-Marie Harribey qui en dénoncent la vision naïve de la valeur réelle des activités non marchandes tel que défendue par Mylondo

## Œuvres

### Ouvrages personnels
- Baptiste Mylondo, Des caddies et des hommes : Consommation citoyenne contre société de consommation, éd. La Dispute, coll. « Comptoir de la politique », octobre 2005, 168 p. (ISBN 978-2-84303-121-2)
- Baptiste Mylondo (préf. Paul Ariès), Ne pas perdre sa vie à la gagner : Pour un revenu de citoyenneté, Paris, éd. Homnisphères, coll. « Expression directe », mars 2008, 1re éd., 144 p. (ISBN 978-2-915129-29-8)
  - Baptiste Mylondo (préf. Paul Ariès), Ne pas perdre sa vie à la gagner : Pour un revenu de citoyenneté, Bellecombe-en-Bauges, éd. du Croquant, novembre 2010, 2e éd., 123 p. (ISBN 978-2-914968-83-6)
- Baptiste Mylondo, Un revenu pour tous ! : Précis d'utopie réaliste, éd. Utopia, coll. « Controverses », juin 2010, 104 p. (ISBN 978-2-919160-01-3, lire en ligne)
- Baptiste Mylondo, Pour un revenu sans conditions : Garantir l’accès aux biens et services essentiels, Paris, éd. Utopia, coll. « Controverses », novembre 2012, 160 p. (ISBN 978-2-919160-08-2)
- Baptiste Mylondo (avec Samuel Michalon et Lilian Robin), Non au temps plein subi! Plaidoyer pour un droit au temps libéré, ed. du Croquant, octobre 2013, 155 p.  (ISBN 978-2365120319)
- Baptiste Mylondo, Ce que nos salaires disent de nous, Payot, septembre 2023, 171 p.

### Ouvrages collectifs
- Paul Ariès (direction), Bernard Caron, Bruno Clémentin, Bernard Guibert, Serge Latouche, Etienne Maillet, Roger Martelli, Laure Pascarel, Jean-Luc Pasquinet et Baptiste Mylondo, Pour une politique de décroissance, Villeurbanne, éd. Golias, octobre 2007, 123 p. (ISBN 978-2-35472-006-3)
- Baptiste Mylondo (direction) et al., La décroissance économique : Pour la soutenabilité écologique et l'équité sociale, Bellecombe-en-Bauges, éd. du Croquant, coll. « Ecologica », octobre 2009, 239 p. (ISBN 978-2-914968-64-5)
- Simon Cottin-Marx, Baptiste Mylondo, Julie Garda (direction), Un revenu pour exister, vol. n°73, Mouvements (revue), La Découverte, printemps 2013 (présentation en ligne)
- Michel Lepesant et Baptiste Mylondo, Inconditionnel : Anthologie du revenu universel, Éditions du Détour, 2018,  (ISBN 979-10-97079-32-1)
- Simon Cottin-Marx, Baptiste Mylondo, Travailler sans patron. Mettre en pratique l'économie sociale et solidaire, Gallimard, Folio, avril 2024, 352 p.

### Articles
- « Peut-on être payé à ne rien faire ? », dans Paul Ariès (dir.), Viv(r)e la gratuité. Une issue au capitalisme vert, Lyon, Golias, mai 2009.
- ‘L’imbécile “valeur travail””. Politis.fr, 27 août 2009.
- « À contre-courant / Un « revenu citoyen », oui, mais lequel ? » Politis, 10 mars 2011.
- “Le smicard et les assistés”. Politis.fr, 12 mai 2011.
- « Un revenu inconditionnel pour sortir du capitalisme », dans Paul Ariès (dir.) Décroissance ou récession. Pour une décroissance de gauche, Parangon, janvier 2012.
- Can basic income lead to economic degrowth?, article publié lors du congrès du Basic Income Earth Network en 2012.
- "Ménageons notre peine", dans Michel Lepesant (dir.), L'antiproductivisme, un défi pour la gauche, Lyon, parangon, 2013.
- "Financer l'allocation universelle", Le Monde diplomatique, mai 2013.

### Traductions
- Stephen Marglin (trad. Baptiste Mylondo), L'Économie, une idéologie qui ruine la société, ["The Dismal Science. How Thinking Like an Econiomist Undermines Community"], Bellecombe en Bauges, Le Croquant, 2014.
- Fred Hrisch (trad. Baptiste Mylondo), Les Limites sociales de la croissance, ["Social Limits to Growth"], Paris, Les Petits matins, 2016.
- David Frayne (trad. Baptiste Mylondo), Le Refus du travail : Théorie et pratique de la résistance au travail [« The Refusal of Work: Rethinking Post-Work Theory and Practice »], Paris, Éditions du Détour, mars 2018, 300 p. (ISBN 979-10-97079-35-2)[12]
- Branko Milanovic (trad. Baptiste Mylondo), Les Inégalités mondiales ["Global inequality"], Paris, La Découverte, 2019.
- Katharina Pistor, Le Code du capital : Comment la loi crée la richesse capitaliste et les inégalités, Paris, Seuil, 2023.
- Albena Azmanova, Contre la précarité : L'anticapitalisme du XXIe siècle, Paris, Seuil, 2023.

### Préfaces
- David Frayne, Le Refus du travail,  Paris, Éditions du Détour, mars 2018.
- "L'économie comme religion", préface à Walter Benjamin, Le Capitalisme comme religion, Paris, Payot, 2019.
- "De l'irrationalité de la valeur travail à la magie de l'incertitude", préface à Max Weber, L'Esprit du capitalisme, Paris, Payot, 2019.
- "Essai sur le don, esprit de coopération", préface à Marcel Mauss, Essai sur le don, Paris, Payot, 2021.